# Tire dié
Pour plus de détails, voir Fiche technique et Distribution.
Tire dié est un documentaire argentin réalisé par Fernando Birri, sorti en 1960. Son titre est une abréviation de "tire diez [centavos]", c'est-à-dire "jetez dix centimes".

## Sujet du documentaire
Le film s'ouvre sur une présentation historique et économique de Santa Fe. Puis la caméra et le commentaire s'éloignent des images et chiffres officiels pour proposer une enquête sociale dans les marges géographiques et sociales de la ville. Les témoignages d'habitants du quartier du pont suspendu constituent le cœur du documentaire, qui se termine avec les fameuses images d'enfants miséreux courant le long d’un train en marche pour demander aux passagers de leur jeter dix centimes.

## Fiche technique
- Titre : Tire dié
- Réalisation : Fernando Birri
- Scénario : Fernando Birri, Juan Carlos Cabello, María Domínguez, Manuel Horacio Giménez, Hugo Gola, Neri Milesi, Rubén Rodríguez et Enrique Urteaga
- Photographie : Oscar Kopp et Enrique Urteaga
- Montage : Antonio Ripoll
- Production : Edgardo Pallero
- Société de production : Instituto de Cinematografía de la Universidad Nacional del Litoral
- Pays :  Argentine
- Genre : Documentaire
- Durée : 33 minutes
- Date de sortie : 
  -  Argentine : 27 septembre 1958

## Autour du film
- Pino Solanas cite un extrait du film dans son documentaire L'Heure des brasiers.